# USS LST-592
O USS LST-592 foi um navio de guerra norte-americano da classe LST que operou durante a Segunda Guerra Mundial.